# Saison 1997-1998 de l'ISL
Saison précédente Saison suivante
La saison 1997–98 est la deuxième saison de hockey sur glace disputée au Royaume-Uni sous le nom de Ice Hockey Superleague.

## Championnat
Chaque équipe joue quatre matchs de la saison régulière contre chacune des autres équipes, deux à domicile et deux en déplacement.  À l'issue de la saison, toutes les équipes jouent les séries éliminatoires.
| Équipe              | PJ | V  | N | DP | D  | BP  | BC  | Pts |
| ------------------- | -- | -- | - | -- | -- | --- | --- | --- |
| Ayr Scottish Eagles | 28 | 20 | 1 | 2  | 5  | 117 | 69  | 43  |
| Manchester Storm    | 28 | 18 | 3 | 1  | 6  | 123 | 80  | 40  |
| Cardiff Devils      | 28 | 15 | 2 | 2  | 9  | 99  | 79  | 34  |
| Nottingham Panthers | 28 | 14 | 3 | 0  | 11 | 95  | 99  | 31  |
| Bracknell Bees      | 28 | 14 | 1 | 1  | 12 | 95  | 115 | 30  |
| Sheffield Steelers  | 28 | 11 | 2 | 3  | 12 | 103 | 101 | 27  |
| Basingstoke Bison   | 28 | 5  | 4 | 6  | 13 | 80  | 116 | 20  |
| Newcastle Cobras    | 28 | 6  | 2 | 1  | 19 | 66  | 119 | 15  |

## Séries éliminatoires
Comme pour la saison passée, les huit équipes sont qualifiées pour les séries éliminatoires avec deux poules créées selon le classement de la saison régulière. À l'issue de cette phase de poule, constituée de six rencontres, les deux meilleures équipes de chaque poule sont qualifiées pour les demi-finale du championnat.

### Phase de poule
Poule A
| Équipe              | PJ | V | N | DP | D | BP | BC | Pts |
| ------------------- | -- | - | - | -- | - | -- | -- | --- |
| Ayr Scottish Eagles | 6  | 4 | 1 | 0  | 1 | 19 | 12 | 9   |
| Sheffield Steelers  | 6  | 2 | 2 | 1  | 1 | 16 | 14 | 7   |
| Nottingham Panthers | 6  | 2 | 1 | 2  | 1 | 16 | 19 | 7   |
| Newcastle Cobras    | 6  | 2 | 0 | 0  | 4 | 15 | 21 | 4   |

Poule B
| Équipe            | PJ | V | D | N | DP | BP | BC | Pts |
| ----------------- | -- | - | - | - | -- | -- | -- | --- |
| Cardiff Devils    | 6  | 5 | 1 | 0 | 0  | 31 | 10 | 11  |
| Manchester Storm  | 6  | 3 | 1 | 0 | 2  | 21 | 20 | 7   |
| Bracknell Bees    | 6  | 3 | 0 | 0 | 3  | 22 | 30 | 6   |
| Basingstoke Bison | 6  | 0 | 0 | 1 | 5  | 17 | 31 | 1   |

### Tournoi final
Les demi-finales des séries se jouent en série aller-retour — les 18 et 21 mars — tandis que la finale et le match pour la troisième place se joue en un match chacun, le 28 mars dans le NYNEX Arena à Manchester.
Détail des matchs des demi-finales
- Cardiff Devils 5-4 Sheffield Steelers
- Sheffield Steelers 2–6 Cardiff Devils
- Ayr Scottish Eagles 5–3 Manchester Storm
- Manchester Storm 2-7 Ayr Scottish Eagles

Arbre de qualification
|  | Demi-finales        | Demi-finales        |                        |   | Finale | Finale |
|  | Demi-finales        | Demi-finales        |                        |   | Finale | Finale |
|  |                     |                     |                        |   |        |        |
|  |                     |                     |                        |   |        |        |
|  |                     |                     |                        |   |        |        |
|  | Cardiff Devils      | 2                   |                        |   |        |        |
|  | Cardiff Devils      | 2                   |                        |   |        |        |
|  | Sheffield Steelers  | 0                   |                        |   |        |        |
|  | Sheffield Steelers  | 0                   | Cardiff Devils         | 2 |        |        |
|  |                     |                     | Cardiff Devils         | 2 |        |        |
|  |                     | Ayr Scottish Eagles | 3                      |   |        |        |
|  | Ayr Scottish Eagles | Ayr Scottish Eagles | 3                      | 2 |        |        |
|  | Ayr Scottish Eagles |                     |                        | 2 |        |        |
|  | Manchester Storm    | 0                   |                        |   |        |        |
|  | Manchester Storm    | 0                   | Match pour la 3e place |   |        |        |
|  |                     |                     |                        |   |        |        |
|  |                     |                     |                        |   |        |        |
|  |                     |                     |                        |   |        |        |
|  | Sheffield Steelers  | 5                   |                        |   |        |        |
|  | Sheffield Steelers  | 5                   |                        |   |        |        |
|  | Manchester Storm    | 2                   |                        |   |        |        |
|  | Manchester Storm    | 2                   |                        |   |        |        |

En finale, Jamie Steer inscrit le but de la victoire et du titre pour les Ayr Scottish Eagles au bout de seize minutes de prolongation.

## Récompenses et meneurs

### Trophées
- Entraîneur de l'année – Jim Lynch, Ayr Scottish Eagles
- Joueur de l'année – Rob Dopson, Ayr Scottish Eagles
- Trophée Alan Weeks, meilleur défenseur de la saison – Stephen Cooper, Manchester Storm
- Trophée du fair-play – Manchester Storm

### Équipes type
| Première équipe                     | Poste | Seconde équipe                   |
| ----------------------------------- | ----- | -------------------------------- |
| Rob Dopson, Ayr Scottish Eagles     | G     | Mark Bernard, Bracknell Bees     |
| Scott Young, Ayr Scottish Eagles    | D     | Kip Noble, Cardiff Devils        |
| Kris Miller, Manchester Storm       | D     | Shayne McCosh, Bracknell Bees    |
| Ed Courtenay, Sheffield Steelers    | A     | Tony Hand, Sheffield Steelers    |
| Mark Montanari, Ayr Scottish Eagles | A     | Steve Thornton, Cardiff Devils   |
| Craig Woodcroft, Manchester Storm   | A     | Sam Groleau, Ayr Scottish Eagles |

### Meilleurs joueurs
Les meilleurs joueurs au niveau des statistiques sont les suivants : 
- 58 points pour Tony Hand (Sheffield Steelers) et Mark Montanari (Ayr Scottish Eagles)[2]
- 29 buts pour Jamie Steer (Ayr Scottish Eagles)
- 44 aides pour Tony Hand (Sheffield Steelers)
- 224 minutes de pénalité pour Rob Trumbley (Newcastle Cobras)